# Polideportivo Municipal José María Ruiz-Mateos
El Polideportivo Municipal José María Ruiz-Mateos es un estadio polideportivo cubierto localizando en Jerez de la Frontera, dedicado a José María Ruiz-Mateos.

## Historia
Fue sede del Jerez Fútbol Sala en Primera División de fútbol sala así como de diversos equipos de baloncesto de la ciudad.Cuenta con pista anexas descubiertas construidas posteriormente. Además de la pista central incluye sauna, gimnasio y sala multifuncional.

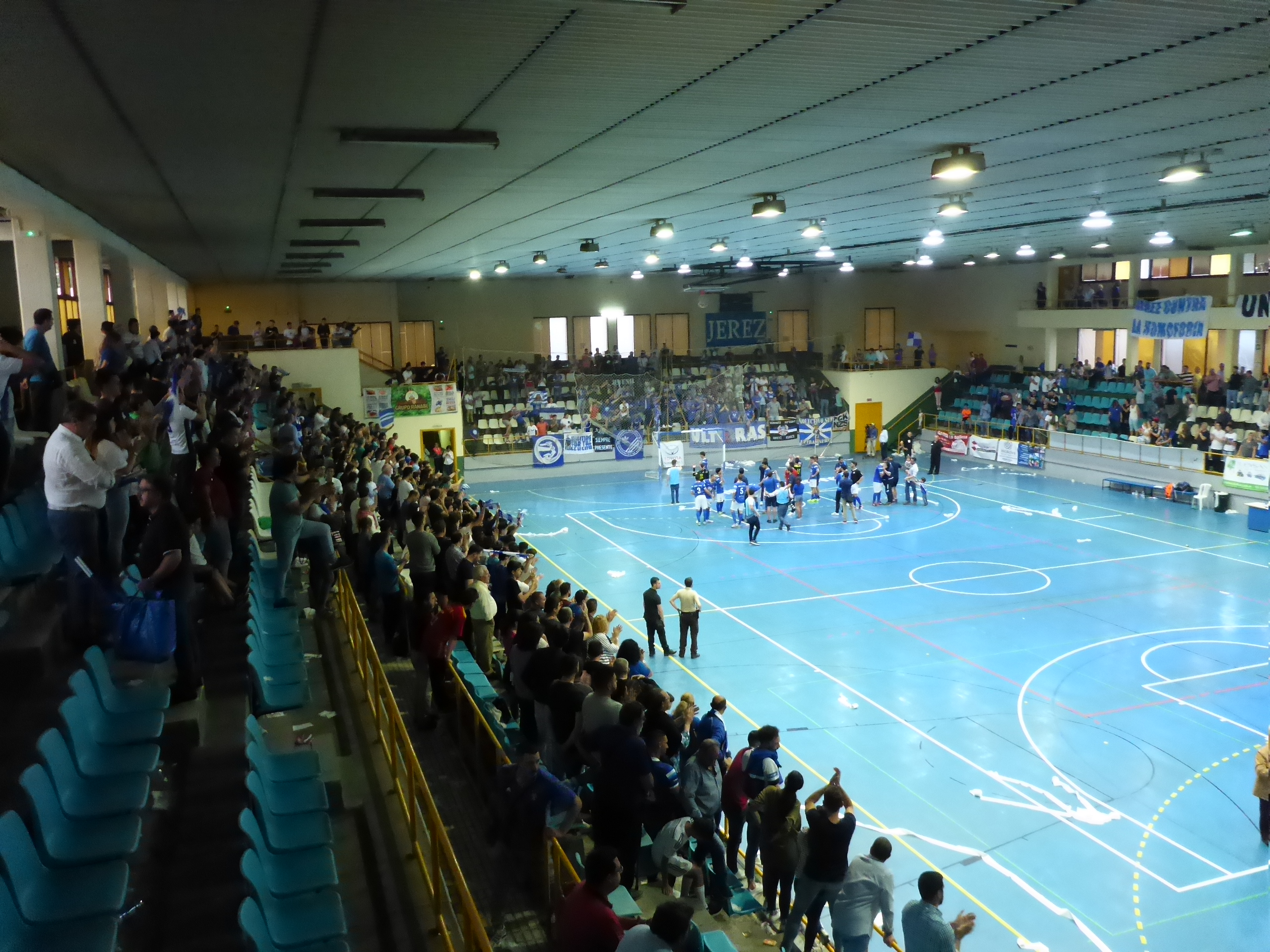
Interior

## Sede
El Pabellón es sede del Xerez Toyota Nimauto que compite en la Segunda División B de fútbol sala.

## Eventos
En 1987 acogió la fase final del Campeonato de Europa femenino de baloncesto.